# Reginalda Picas Planas
Reginalda Picas Planas (25. května 1895, Borredà – 27. července 1936, Castellgalí) byla španělská římskokatolická řeholnice kongregace Sester dominikánek od Zvěstování Panny Marie a mučednice. Katolická církev jí uctívá jako blahoslavenou.

## Život
Narodila se 25. května 1895 v Borredě v provincii Barcelona. Následující den byla pokřtěna. Dne 23. listopadu stejného roku přijala svátost biřmování. Navštěvovala národní školu a školu  Sester dominikánek od Zvěstování Panny Marie ve své rodné obci.
Rozhodla se pro řeholní život a 24. března 1919 vstoupila do výše zmíněné kongregace sester. Dne 30. září 1920 složila své řeholní sliby. Náhle onemocněla a byla poslána do regionu Asturie. Pobývala v komunitách v Bo, Oviedu, Ablaña, Samě a Gijónu. Ke konci života učila ve škole v Manrese.
Po vypuknutí Španělské občanské války v červenci 1936 a začátku pronásledování katolické církve došlo k zavírání klášterů a řeholnice s kongregace Sester dominikánek od Zvěstování Panny Marie se uchýlily k ukrývání a útěku. Dne 26. července se skupina milicionářů dostala do řeholního domu v Manrese, kde se uchýlila sestra Reginalda spolu se sestrou Rosou Jutglar Gallart. Byly cílem posměchů a nemravných návrhů. Sestry poté odešli do jiného domu, kde je následující den milicionáři  zatkli. Sestry odvedli do Castellgalí kde byly zastřeleny. Pohřbeny byly v kostele Nuestra Señora de Valldaura v Manrese.

## Proces blahořečení
Dne 8. ledna 1958 byl v barcelonské arcidiecézi zahájen její proces blahořečení. Do procesu byli zařazeni také dva dominikánští terciáři a 9 dominikánských sester. 
Dne 19. prosince 2005 uznal papež Benedikt XVI. jejich mučednictví. Blahořečeni byli 28. října 2007.